# Farnobia quadripuncta
Farnobia quadripuncta är en fjärilsart som beskrevs av Philipp Christoph Zeller 1881. Farnobia quadripuncta ingår i släktet Farnobia och familjen mott. Inga underarter finns listade i Catalogue of Life.